# NGC 2891
NGC 2891 ist eine elliptische Galaxie vom Hubble-Typ E-S0 im Sternbild Schiffskompass. Sie ist schätzungsweise 97 Millionen Lichtjahre von der Milchstraße entfernt.
Das Objekt wurde am 23. Januar 1835 von John Herschel entdeckt.